# Degu Debebe
Degu Debebe (Arba Minch, 19 de março de 1984) é um futebolista etíope que joga como zagueiro. Atualmente está no Saint George.

## Carreira

### Clubes
No verão de 2004 se juntou ao Saint George. Foi votado como o jogador da temporada 2004/05 e recebeu como prêmio 1000 birr. Desde que chegou, Degu é um modelo em consistência, raramente criando erros e ajudando o clube a ganhar 6 campeonatos nacionais.

### Seleção Nacional
Degu Debebe estreou em 2003 pela seleção nacional. É o jogador que mais atuou pela seleção.